# 레드 라이딩 후드
레드 라이딩 후드(Red Riding Hood)는 2011년 공개된 미국의 영화로, 《빨간 두건》을 기반으로 각본을 쓴 공포 영화이다. 감독은 캐서린 하드윅이 맡았고, 각본은 데이비드 레슬리 존슨이 맡았다.

## 줄거리
늑대인간이 출몰하는 숲 근처 마을 대거혼에 사는 발레리는 어린 시절 친구인 나무꾼 피터와 사랑하는 사이지만, 부모는 부유한 대장장이의 아들 헨리와 결혼시키려 한다. 발레리와 피터는 도망치기로 결심하지만, 늑대인간이 마을 사람들을 공격하지 않겠다는 약속을 깨고 발레리의 언니 루시를 살해한다.
마을 사람들은 유명한 마녀 사냥꾼 솔로몬 신부를 불러 도움을 청하고, 늑대인간을 잡기 위해 나선다. 하지만 솔로몬 신부는 죽은 짐승이 평범한 늑대이며, 진짜 늑대인간은 인간으로 변했을 것이라고 주장하며 마을 사람들을 조사한다. 늑대인간은 다시 나타나 발레리에게 자신과 함께 떠나지 않으면 마을을 파괴하겠다고 협박한다. 발레리는 늑대인간과 소통할 수 있다는 사실을 알게 된다.
솔로몬 신부 일당은 발레리가 늑대인간과 소통할 수 있다는 것을 알고, 그녀를 마녀로 몰아붙인다. 헨리와 피터는 발레리를 탈출시키고, 헨리는 발레리를 교회로 데려간다. 늑대인간은 교회를 공격하는 와중에 은으로 만든 손톱에 솔로몬 신부의 손을 물어뜯는다. 늑대인간은 교회의 성스러운 땅에 발이 데어 도망치고, 솔로몬 신부는 늑대인간에게 물렸기 때문에 죽게 된다.
발레리는 늑대인간이 자신의 할머니가 아닌 아버지 세제르라는 사실을 꿈을 통해 알게 된다. 그녀는 할머니의 오두막에 가서 할머니가 죽은 것을 발견하고, 아버지가 늑대인간이라는 사실을 깨닫는다. 세제르는 자신의 아버지로부터 저주가 이어졌으며, 루시가 자신의 늑대 모습과 소통할 수 없다는 것을 알고 죽였다고 고백한다. 그는 발레리에게 저주를 받아들이라고 하지만, 발레리는 거부한다. 피터가 나타나 세제르에게 공격당하지만, 결국 도끼를 던져 세제르를 죽이고 발레리가 마무리한다.이 과정에서 피터가 세제르한테 물려버린다.
발레리와 피터는 세제르의 시신을 호수에 버리고 마을 사람들에게 숨긴다. 피터는 널 잡아먹을지도 모르니 능력을 조절할 수 있게 되면 돌아오겠다고 약속하고 떠나고, 발레리는 그를 기다리기로 한다. 몇 년 후, 마을은 평화를 되찾지만, 사람들은 늑대인간이 죽었다는 사실을 모른 채 계속해서 가축을 바친다. 헨리는 솔로몬 신부의 뒤를 이어 마녀 사냥꾼이 된다. 발레리는 마을에 환멸을 느끼고 숲에서 혼자 살기로 한다. 어느 날 밤, 그녀는 숲에서 피터를 만나게 되고, 피터는 늑대인간으로 변신했지만 자신의 능력을 완벽히 조절할 수 있게 되어 그녀에게 돌아온다.

## 출연

### 주연
- 아만다 사이프리드
- 게리 올드만

### 조연
- 빌리 버크
- 실로 페르난데즈
- 맥스 아이언스
- 줄리 크리스티

## 기타
- 조감독: 폴 베리
- 조감독: 앤디 쳉
- 미술: 토마스 E. 샌더스
- 세트: 쉐인 뷰우
- 의상: 신디 에반스
- 배역: 미쉘 앨런
- 배역: 론나 크레스
- 프로덕션매니저: 브렌든 퍼거슨